# K. Nagy Lajos
Konstenszky Nagy Lajos (Mezőladány, 1958. március 4.) magyar operatőr, fotográfus.

## Életpályája
1976-ban érettségizett a debreceni Fazekas Mihály Gimnáziumban, középiskolai tanulmányaival párhuzamosan a Debreceni Fotóklub tagja volt.
1978-ban fényképész végzettséget szerzett. Még tanulmányai közben, 1977-ben nívódíjat nyert a Fotóművészet újság pályázatán Történet 1-4. c. sorozatával.
1978-tól operatőr. Első jelentős és összetettebb televíziós munkája a Valami szokatlant érezni c. játékfilm, melyet 1984-ben készített, és amelynek egyszerre volt forgatókönyvírója, rendezője és operatőre.
Az 1980-as évek közepén a kor meghatározó alternatív és underground zenekarainak (A. E. Bizottság, Európa Kiadó, URH, Balkan FuTuorist, Zombie stb.) fellépéseit rögzítette operatőrként, számos együttes koncertjéről ez az egyetlen korabeli megmaradt filmfelvétel.
Hangulat c. diplomafilmjével 1997-ben médiapályázaton második helyezést ért el.
2014-15-ben két éven át a kultura.hu oldal operatőre volt (interjúk és egyéb rövid videófilmek).
Az elmúlt évtizedek során a televíziós műsorkészítés összes lehetséges műfajában dolgozott operatőrként itthon és külföldön egyaránt.

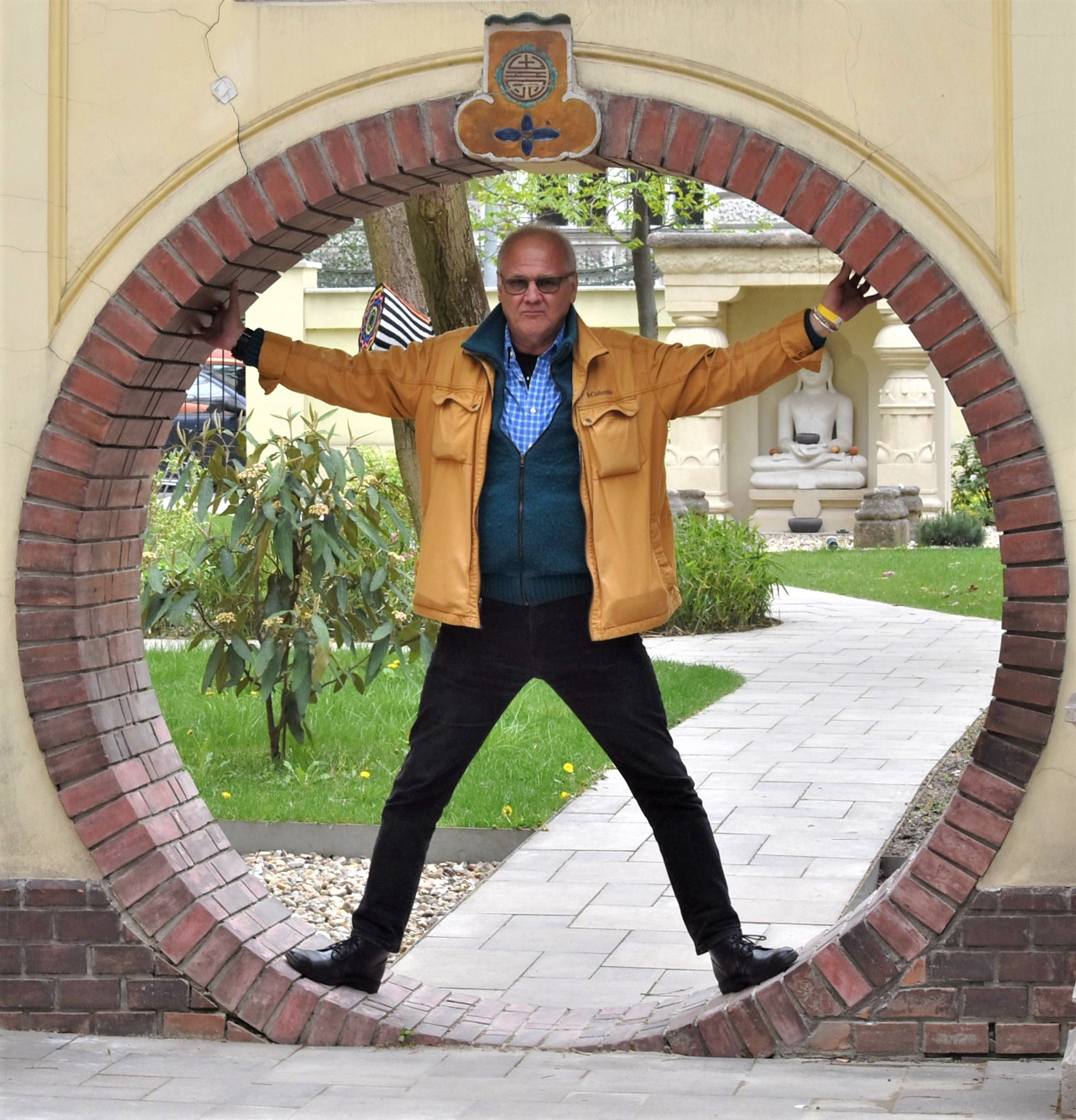
2017-ben a Hopp Ferenc Ázsiai Művészeti Múzeumban (Kállay Kotász Zoltán fotója)

## Filmes munkái (válogatás)
- Ablak Európára (külpolitikai magazin, 2000-2003), operatőr
- Donna Presidente (zenei klip, 2009), író, rendező
- Egyenleg (hírműsor, 1991-93), operatőr
- Egy szerelem három éjszakája (tévéfilm, 1986), operatőr
- Előjáték Lear királyhoz (tévéfilm, 1992), operatőr
- Friderikusz Sándor és vendégei (összeállítás, videófilm, 1996), operatőr
- Friderikusz show (show-műsor, 1993), operatőr
- Géniusz (magazinműsor, 2009), operatőr
- Hangulat (filmetűd, 1997), író, rendező, operatőr
- Haraszthy (portréfilm, 2013), operatőr
- Hétmérföld (magazinműsor, 2007-8), operatőr
- Az ibolya (tévéfilm, 1993), operatőr
- Kulcsár & Haverok (riport és dokumentumfilm, 2005), operatőr
- Little G Weevil - You Can't Say Nothing (zenei klip, 2018), operatőr
- A macska éjfélkor párhuzamos - Rendhagyó tízperc ef Zámbó István festőművésszel (rövidfilm, 1982), operatőr
- Mirandolina (zenés tévéfilm, 1985), operatőr
- Sofőrök (szórakoztató műsor, 2007), operatőr
- Századunk (dokumentumfilm sorozat, 1978-83), focus puller
- Szindbád nyolcadik utazása (tévésorozat, 1989), operatőr
- Parasztbecsület (operafilm, 1989), operatőr
- Pásztoróra (operafilm, 1988), operatőr
- Tabló (játékfilm, 2008), operatőr
- Valami szokatlant érezni (kisjátékfilm, 1984), író, rendező, operatőr
- Vágtázó Csodaszarvas (koncertfilm, 2005), operatőr

## Díjai
- Fotóművészet újság nívódíja (1977)
- MTV nívódíj (1988)
- Média pályázat II. helyezés (1997)

## Tagságok
- HSC - Magyar Operatőrök Társasága (1999-2012)
- MÚOSZ - Magyar Újságírók Országos Szövetsége (1999-2010)